# Mojoagung (Karangrayung)
Mojoagung is een bestuurslaag in het regentschap Grobogan van de provincie Midden-Java, Indonesië. Mojoagung telt 6247 inwoners (volkstelling 2010).